# Frozen (comédie musicale)
Pour les articles homonymes, voir Frozen et La Reine des neiges (homonymie).
Frozen: The Broadway Musical, ou simplement Frozen, est un spectacle musical produit par Walt Disney Theatrical Productions avec musique et paroles de Kristen Anderson-Lopez et Robert Lopez et un livret de Jennifer Lee. Il est basé sur le film La Reine des neiges et la franchise du même nom.
La comédie musicale a été présentée en avant-première au Denver Performing Arts Complex en août 2017, avant d'être créée à Broadway le 22 mars 2018, après 1 mois d'avant-premières commencées le 22 février 2018, au St. James Theatre. À la suite de la crise du coronavirus, le spectacle suspend ses représentations à partir de mars 2020, avant d’annoncer que le spectacle ne reviendra pas après la crise.

## Développement

### Création à Broadway
En janvier 2014, Iger déclare que Walt Disney Theatrical Productions commence le développement d'une adaptation en comédie musicale du film La Reine des neiges pour Broadway,,,. Dans une interview d'octobre 2014, Thomas Schumacher, président du groupe théâtral Disney, a révélé que des discussions sur une comédie musicale avaient débuté avant même le lancement du film presque un an plus tôt.
Le 12 février, 2015, le Daily Mail rapporte que Kristen Anderson-Lopez, Robert Lopez, Jennifer Lee et Thomas Schumacher avait rencontré Alex Timbers, plusieurs fois nommé aux Tony Awards pour discuter des idées à propos de cette comédie musicale. Schumacher a publié quelques jours plus tard une déclaration confirmant que les auteurs-compositeurs travaillaient sur le spectacle et que Lee était responsable du livret.
Le 9 février 2016, Disney Theatrical annonce officiellement la comédie musicale à Broadway pour le printemps 2018. À cette occasion, une partie de l'équipe créative fut dévoilée officiellement, y compris Alex Timbers en tant que metteur en scène ainsi que Stephen Oremus, Peter Darling, Bob Crowley et Natasha Katz.
En avril 2016, le nom de Betsy Wolfe fut annoncé pour le rôle d'Elsa, mais un porte-parole de Disney a déclaré le 26 avril qu'aucun rôle n'avait été officiellement diffusé.
Le 25 avril, les auteurs-compositeurs ont mentionné dans une interview qu'ils allaient se lancer dans un laboratoire de développement concernant la musique de la comédie musicale. Anderson-Lopez a expliqué que même si "le film n'a que sept morceaux et demi... nous avons écrit environ 23" pour la comédie musicale, Il a également expliqué que la comédie musicale suivrait la même histoire que le film, mais qu'ils adaptaient tous les moments iconiques.
Le 27 septembre 2016, Disney annonce la nouvelle équipe créative : Michael Grandage est le metteur en scène et Christopher Oram est le décorateur. Christopher Gattelli avait déjà été annoncé comme chorégraphe (Alex Timbers et Bob Crowley ne font plus partie du projet). La comédie musicale fera sa première à Broadway au St. James Theatre. Le 17 avril 2017, Disney on Broadway annonce que Caissie Levy interprétera le rôle d'Elsa et Patti Murin celui d'Anna. Le reste du casting comprend Jelani Alladin dans le rôle de Kristoff, Greg Hildreth dans celui d'Olaf, John Riddle dans celui de Hans et Robert Creighton dans celui du Duc de Weselton. Rob Ashford a également rejoint l'équipe créative en tant que chorégraphe du spectacle.
Le 18 février 2020, une partie du casting principal est modifié. Ciara Renée est annoncée dans le rôle d'Elsa, McKenzie Kurtz dans celui d'Anna, Ryan McCartan dans celui de Hans, Noah J. Ricketts dans celui de Kristoff et Ryann Redmond dans celui d'Olaf.
Le 14 mai 2020, la production du spectacle annonce la fermeture définitive du show à Broadway, à la suite des événements sanitaires liés à la pandémie de COVID-19. En effet, l’ensemble des spectacles de Broadway ont du suspendre leurs représentations dès mars 2020, obligeant plusieurs spectacles à fermer leurs portes plus tôt que prévu, comme Beetlejuice par exemple.

### Autres productions

#### En Australie
Le 22 janvier 2019, la comédie musicale La Reine des neiges adaptée par Disney Theatrical du film d'animation La Reine des neiges de 2013 est annoncée en Australie au Capitol Theatre de Sydney en juillet 2020.
Une production a commencé les avant-premières le 1er décembre 2020 au Capitol Theatre de Sydney en Australie, avec Jemma Rix dans le rôle d'Elsa, Courtney Monsma dans le rôle d'Anna, Thomas McGuane dans celui de Hans, Sean Sinclair dans celui de Kristoff et Matt Lee dans celui de Olaf.

#### Au Royaume-Uni
Le 19 mars 2019 Disney Theatrical annonce l'ouverture de la comédie musicale au Théâtre de Drury Lane dans le West End de Londres pour l'automne 2020.
La comédie musicale devait ouvrir au Théâtre de Drury Lane, dans le West End de Londres, en 2020,, mais en raison de la pandémie de Covid-19, elle a été reportée au 2 avril 2021 (premier aperçu), avec une ouverture officielle le 14 avril 2021. Samantha Barks interprètera le rôle d'Elsa, et Stephanie McKeon a été choisie pour jouer Anna,.

## Distribution
| Personnage      | Répétitions (2016)  | Denver (2017)                   | Broadway (2018)                 | Tournée américaine (2019)         |
| --------------- | ------------------- | ------------------------------- | ------------------------------- | --------------------------------- |
| Elsa            | Betsy Wolfe         | Caissie Levy                    | Caissie Levy                    | Caroline Bowman                   |
| Anna            | Patti Murin         | Patti Murin                     | Patti Murin                     | Caroline Innerbichler             |
| Kristoff        | Okieriete Onaodowan | Jelanie Alladin                 | Jelanie Alladin                 | Mason Reeves                      |
| Olaf            | Greg Hildreth       | Greg Hildreth                   | Greg Hildreth                   | F. Michael Haynie                 |
| Hans            | NC                  | John Riddle                     | John Riddle                     | Austin Colby                      |
| Duc de Weselton | NC                  | Robert Creighton                | Robert Creighton                | Jeremy Morse                      |
| Grand Pabbie    | NC                  | Timothy Hughes                  | Timothy Hughes                  | Tyler Jiminez                     |
| Oaken           | NC                  | Kevin Del Aguila                | Kevin Del Aguila                | Michael Milkanen                  |
| Sven            | NC                  | Andrew Pirozzi                  | Andrew Pirozzi                  | Collin Baja, Evan Strand          |
| Anna jeune      | NC                  | Audrey Bennett, Mattea Conforti | Audrey Bennett, Mattea Conforti | Stella Cobb, Arwen Monzon-Sanders |
| Elsa jeune      | NC                  | Brooklyn Nelson, Ayla Schwartz  | Brooklyn Nelson, Ayla Schwartz  | Alyssa Kim, Jaiden Klein          |
| Reine Iduna     | NC                  | Ann Sanders                     | Ann Sanders                     | Marina Kondo                      |
| Roi Agnarr      | NC                  | James Brown III                 | James Brown III                 | Kyle Lamar Mitchell               |
| Bulda           | NC                  | Olivia Phillip                  | Olivia Phillip                  | Brit West                         |